# Gypona approximata
Gypona approximata är en insektsart som beskrevs av Spångberg 1883. Gypona approximata ingår i släktet Gypona och familjen dvärgstritar. Inga underarter finns listade i Catalogue of Life.